# CONPLAN 8888

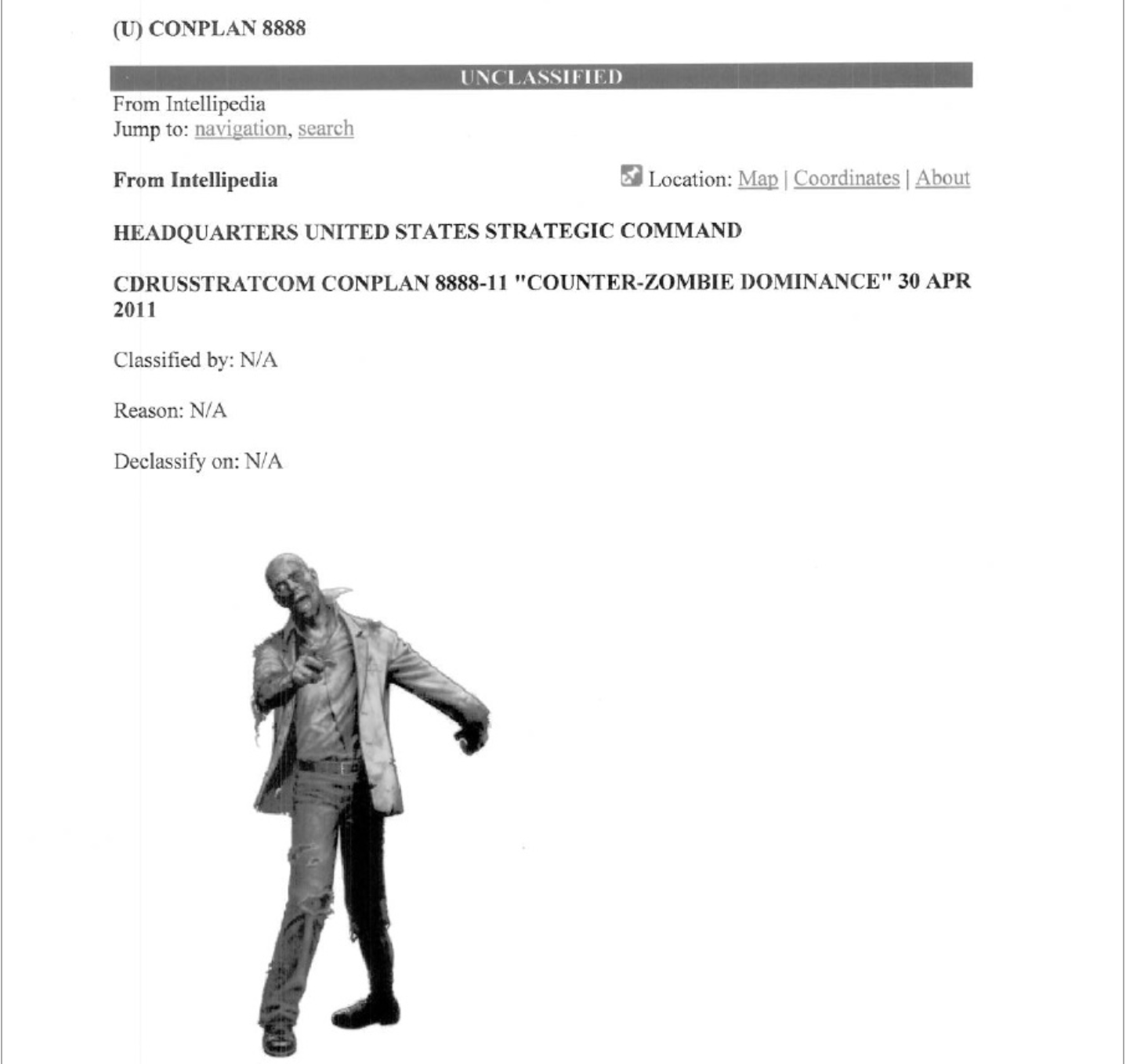
Página de título del "CONPLAN 8888"

CONPLAN 8888 es un plan de 77 páginas del Comando Estratégico de los Estados Unidos, un grupo de mando del Departamento de Defensa de los Estados Unidos. El plan describe la metodología que el gobierno federal de los EE. UU. debe usar para detener una invasión zombi.
El plan asume diferentes tipos de zombis:
1. Zombis patógenos, producidos por virus

Xom
1. Zombis mágicos, producidos por ocultismo
2. Zombis electromagnéticos, producidos por ondas electromagnéticas
3. Zombis simbiontes, producidos por parásitos
4. Zombis espaciales, producidos por extraterrestres
5. Zombis vegetarianos, también peligrosos pues su excesiva hambre produce desforestación

## Historia
El plan fue creado en 2009 y 2010 por oficiales subalternos capacitados en el Sistema de ejecución y planificación operativa conjunta, que se utiliza en la creación y ejecución de todos los planes de contingencia del Departamento de Defensa.
Debido al encargo ficticio del estudio, no fue necesario acceder ni procesar información clasificada, además de no necesitar involucrar a otros países, lo cual es políticamente sensible. Una tercera razón para usar zombis como tema del plan fue motivar a los oficiales y fomentar su pensamiento estratégico.
Según la Armada, el CONPLAN 8888 es parte de un instrumento de entrenamiento que muestra los conceptos básicos de los planes militares. Inicialmente fue clasificado por la Comunidad de Inteligencia de los Estados Unidos, pero finalmente fue desclasificados luego de una solicitud bajo la Ley de Libertad de Información.
Quebec (Canadá) también planeó hacer un entrenamiento contra invasión zombi, pero abandonó la idea luego de las quejas sobre sus gastos gubernamentales.